# Язвенный колит
Язвенный колит, или неспецифический язвенный колит (НЯК) — хроническое аутоиммунное воспалительное заболевание слизистой оболочки толстой кишки, возникающее в результате взаимодействия между генетическими факторами и факторами внешней среды, характеризующееся обострениями. Обнаруживается у 35—100 человек на каждые 100 тыс. жителей, то есть затрагивает менее 0,1 % популяции.

## Этиология
Этиология НЯК точно не известна. В настоящее время рассматриваются следующие причины.
1. Генетическая предрасположенность (наличие у родственников болезни Крона или язвенного колита повышает риск развития язвенного колита у пациента). Изучается большое число генов, для которых выявляется связь с развитием заболевания.
2. Бактерии, вирусы — роль этих факторов до конца не ясна.
3. Факторы внешней среды вызывают значительный рост числа воспалительных заболеваний кишечника. Наиболее исследованы: употребление оральных контрацептивов, влияние курения и диет.

### Защитные факторы
- Потребление олеиновой кислоты с пищевыми продуктами на 90 % снижает риск развития болезни. Кислота предупреждает развитие язвенного колита, блокируя химические вещества в кишечнике, которые усугубляют воспаление при заболевании. Двух-трёх столовых ложек оливкового масла в день достаточно для проявления защитного эффекта его состава[3][4].
- Грудное вскармливание: Имеются противоречивые сообщения о защитном эффекте грудного вскармливания в развитии воспалительного заболевания кишечника. Одно итальянское исследование показало потенциальный защитный эффект[5].
- Никотин: корреляция заболевания с курением давно известна, однако подробные исследования выявили меньшую распространенность язвенного колита у курильщиков, чем у некурящих[6][7][8], в отличие от болезни Крона, но вероятность развития заболевания многократно возрастает у бросивших курить[5][9]. Исследования эффективности использования накладок никотинового пластыря показали клиническое и гистологическое улучшение[10]. В одном двойном слепом, плацебо-контролируемом исследовании, проведенном в Великобритании, 48,6 % пациентов, которые использовали никотиновый пластырь, в сочетании с их стандартным лечением, полностью избавились от симптомов. Другое рандомизированное, двойное слепое плацебо-контролируемое централизованное клиническое исследование, проведенное в США показало, что 39 % пациентов, которые использовали пластырь показали значительное улучшение, по сравнению с 9 % тех, кто получал плацебо[11]. Использование только пластыря без других стандартных средств, имеет частоту рецидивов сходную с методами лечения без никотина.
- Железосодержащие препараты: Постепенная потеря крови из желудочно-кишечного тракта, а также хроническое воспаление, часто приводит к анемии, поэтому профессиональные рекомендации предлагают регулярный мониторинг количества железа с помощью анализов крови раз в три месяца при обострении болезни и ежегодно при стабилизации состояния[12]. Разные руководства по лечению рекомендуют разные типы добавок железа, но все сходятся в мнении о необходимости введения парентерального железа при случаях тяжелой анемии (уровень гемоглобина менее 100 г/л).

## Патологическая анатомия
В острой стадии язвенного колита отмечаются экссудативный отек и полнокровие слизистой оболочки с утолщением и сглаженностью складок. По мере развития процесса или перехода его в хронический нарастает деструкция слизистой оболочки и образуются изъязвления, проникающие лишь до подслизистого или, реже, до мышечного слоя. Для хронического язвенного колита характерно наличие псевдополипов (воспалительных полипов). Они представляют собой островки слизистой оболочки, сохранившейся при её разрушении, или же конгломерат, образовавшийся вследствие избыточной регенерации железистого эпителия.
При тяжелом хроническом течении заболевания кишка укорочена, просвет её сужен, отсутствуют гаустры. Мышечная оболочка обычно не вовлекается в воспалительный процесс. Стриктуры для язвенного колита нехарактерны. При язвенном колите могут поражаться любые отделы толстой кишки, однако прямая кишка всегда вовлечена в патологический процесс, который имеет диффузный непрерывный характер. Интенсивность воспаления в разных сегментах может быть различной; изменения постепенно переходят в нормальную слизистую оболочку, без четкой границы.
При гистологическом исследовании в фазе обострения язвенного колита в слизистой оболочке отмечаются расширение капилляров и геморрагии, образование язв в результате некроза эпителия и формирование крипт-абсцессов. Наблюдается уменьшение количества бокаловидных клеток, инфильтрация lamina propria лимфоцитами, плазматическими клетками, нейтрофилами и эозинофилами. В подслизистом слое изменения выражены незначительно, за исключением случаев проникновения язвы в подслизистую основу.

## Симптомы
- Частый понос или кашицеобразный стул с примесью крови, гноя и слизи.
- «Ложные позывы» на дефекацию, «императивные» или обязательные позывы на дефекацию.
- боль в животе (чаще в левой половине).
- лихорадка (температура от 37 до 39 °C в зависимости от тяжести заболевания).
- снижение аппетита.
- потеря веса (при длительном и тяжелом течении).
- водно-электролитные нарушения различной степени.
- общая слабость
- боли в суставах

Некоторые из перечисленных симптомов могут отсутствовать или выражены минимально.
Внекишечные проявления: нодулярная эритема, гангренозная пиодермия, афтозный стоматит, артралгии и анкилозирующий спондилит, эписклерит, увеит, первичный склерозирующий холангит.

## Диагностика
Постановка диагноза язвенный колит в большинстве случаев не вызывает затруднений. Клинически он проявляется наличием крови и слизи в стуле, учащение стула, болью в животе. Объективное подтверждение диагноза происходит после проведения фиброилеоколоноскопии с осмотром подвздошной кишки и гистологическим исследованием биоптатов, до этого момента диагноз является предварительным. Наиболее характерными эндоскопическими признаками являются непрерывное воспаление, ограниченное слизистой оболочкой, начинающееся в прямой кишке и распространяющееся проксимальнее, с четкой границей воспаления.
В клиническом анализе крови — признаки воспаления (увеличение общего количества лейкоцитов, палочкоядерных лейкоцитов, тромбоцитов, повышение СОЭ) и анемии (снижение уровня эритроцитов и гемоглобина).
В биохимическом анализе крови — признаки воспалительного процесса (повышение уровня С-реактивного белка, гамма-глобулинов), анемии (снижение уровня сывороточного железа), иммунного воспаления (повышены циркулирующие иммунные комплексы, иммуноглобулины класса G).
Один из современных маркеров диагностики воспалительных заболеваний кишечника (в том числе и язвенного колита) является фекальный кальпротектин. При обострении его уровень повышается (выше 100—150).
В ряде случаев диагноз язвенного колита может быть выставлен ошибочно. Имитируют это заболевание другие патологии, в частности, острые кишечные инфекции (дизентерия), протозойные инвазии (амебиаз), болезнь Крона, глистные инвазии, рак толстой кишки.
Для исключения инфекций необходимо получить отрицательные бак посевы кала, отсутствие антител к возбудителям в крови. Ряд кишечных инфекций определяются или исключаются путём определения возбудителя методом ПЦР в кале. Этим же методом определяют наличие гельминтов в кале (желательно также проводить определение антител к гельминтам в крови пациента). Необходимо помнить, что выявление гельминтов не исключает диагноз язвенного колита.
Трудным является проведение дифференциальной диагностики между язвенным колитом и болезнью Крона. Язвенный колит поражает только толстую кишку (в редких случаях при тотальном поражении толстой кишки наблюдается ретроградный илеит, когда при илеоколоноскопии выявляется неспецифическое воспаление слизистой подвздошной кишки). Для язвенного колита характерно непрерывное поражение слизистой толстой кишки, тогда как при болезни Крона это чаще всего сегментарное поражение (например, сигмоидит и илеит). Важно также проведение гистологического исследования взятых из разных отделов толстой и подвздошной кишок. Определение специфических антител нередко помогает отличить язвенный колит от болезни Крона. Так, например, антитела к цитоплазме нейтрофилов с перинуклеарным типом свечения (р-ANCA) более характерны для язвенного колита (выявляются у 35—85 % пациентов), а при болезни Крона их находят только в 0—20 % случаев.

## Лечение
В период слабого или умеренного обострения показано амбулаторное лечение.
При язвенном колите — диета: с момента обострения назначается диета № 4а, при стихании воспалительных процессов — диета 4б, в период ремиссии — диета 4в, затем обычная диета с исключением продуктов, плохо переносимых пациентом. В случае тяжелого обострения язвенного колита — назначение парентерального (через вену) и/или энтерального питания. 
Около 50% пациентов с язвенным колитом страдают от ежедневных симптомов срочных позывов к дефекации, что значительно снижает качество их жизни. Препарат первой линии, лоперамид, применяют с осторожностью из-за побочного эффекта в виде запора. безопасной альтернативой может послужить полиметилсилоксана полигидрат, поскольку действует за счет адсорбции малых молекул в ЖКТ без системного всасывания и метаболизма.

### Медикаментозное лечение
Основные препараты для лечения язвенного колита — препараты 5-аминосалициловой кислоты. К ним относятся сульфасалазин и месалазин. Эти препараты обладают противовоспалительным действием и оказывают заживляющий эффект на воспаленную слизистую толстой кишки. Важно помнить, что сульфасалазин может вызывать большее количество побочных эффектов, чем месалазин, и нередко оказывается менее эффективен при лечении. Кроме того, препараты, содержащие месалазин как действующее вещество (салофальк, месакол, самезил, пентаса, мезавант), оказывают эффект в разных отделах кишечника. Так, пентаса начинает действовать ещё в двенадцатиперстной кишке, месакол, салофальк — начиная с толстой кишки. Мезавант (благодаря уникальной технологии MMX) позволяет молекулам 5-аминосалициловой кислоты высвобождаться равномерно на всем протяжении толстой кишки.
Применяются следующие формы препаратов месалазина: таблетированные (салофальк, пентаса, месакол, мезавант) и местные. К местным формам относятся микроклизмы (в России зарегистрированы лишь клизмы Салофальк объемом 30 мл (2 г) и 60 мл (4 г)), свечи (Салофальк 250 и 500 мг, Пентаса 1 г), ректальная пена (Салофальк 1 г).
Препараты 5-аминосалициловой кислоты (5-АСК) относятся к средствам базисной терапии язвенного колита и применяются в большинстве случаев его лечения. На выбор лекарственной формы 5-АСК влияет распространенность поражения толстой кишки и активность заболевания.
При язвенном проктите (поражение ограничено только прямой кишкой) легкой и средней степени тяжести в качестве терапии первой линии рекомендовано лечение свечами в дозе не более 1 г в сутки (эффективность большей дозы не доказана). Альтернатива — ректальная пена с месалазином в дозе 1 г в сутки. Клизмы с месалазином более эффективны, чем свечи.
Действие свечей происходит только в прямой кишке (100%), поэтому если язвенный колит имеет тотальное или сигмовидное поражение, то следует применять микроклизмы (10% прямая кишка и 90% сигмовидная) или ректальную пену (50% прямая кишка и 50% сигмовидная)
Эффективность таблетированных форм 5-АСК при проктите низка. При отсутствии ремиссии заболевания — рекомендовано добавление местных форм стероидов. Рефрактерный проктит требует добавления иммуносупрессоров (азатиоприн) или даже назначения биологической терапии (инфликсимаб).
Также для лечении язвенного колита существует тофацитиниб (tofacitinib). Результаты исследования эффективности данного препарата опубликованы в New England Journal of Medicine.. Всего было проведено 3 исследования, в которых приняли участие 1732 человека. В испытаниях OCTAVE Induction 1 и 2 было отобрано 1139 пациентов с язвенным колитом средней и тяжелой степени, не ответившие на терапию антагонистами фактора некроза опухоли. Пациенты получали тофацитиниб или плацебо 2 раза в сутки в течение 8 недель. В третьем испытании OCTAVE Sustain (593 человека) принимали участие только пациенты, ответившие на лечение тофацитинибом (пациенты принимали 5 мг, 10 мг или плацебо в течение года). По итогам OCTAVE Induction 1, у 19 % пациентов на фоне тофацитиниба наступала ремиссия язвенного колита (в плацебо группе — у 8 %). По итогам OCTAVE Induction 2 ремиссия наступила у 17 % пациентов в тофацитиниб-группе, у 4 % — в плацебо-группе. В испытаниях поддерживающей дозы через год применения 5 мг тофацитиниба ремиссия наблюдалась у 34 %, а в случае 10 мг — у 40 % (только 11 % в плацебо-группе).
Левосторонний колит (поражение выше прямой кишки и ограничено селезеночным изгибом ободочной кишки) легкой или средней степени тяжести требует назначения комбинации месалазина в виде таблеток в дозе не менее 2 гр в сутки и месалазина в виде микроклизм. При недостаточной эффективности добавляются топические стероиды (клизмы с будесонидом, ректальные капельницы с гидрокортизоном). Отдельное назначение местных форм гормонов менее эффективно, чем комбинация их с месалазином. В случае отсутствия эффекта — назначение системных стероидов.
Гормоны — преднизолон, дексаметазон — назначаются при недостаточной эффективности препаратов 5-АСК или при тяжелой атаке язвенного колита. Обычно их комбинируют с сульфасалазином или месалазином. В случаях среднетяжелого и/или тяжелого заболевания преднизолон или его аналоги вводятся внутривенно в дозах от 180 до 240 мг в сутки и выше в зависимости от активности заболевания. Через 3—7 дней при наличии терапевтического эффекта гормоны назначаются перорально в таблетированной форме. Обычно стартовая дозировка составляет 40—60 мг в сутки в зависимости от активности заболевания и массы тела больного. В последующем доза преднизолона снижается по 5 мг в неделю. Гормональные препараты не заживляют слизистую толстой кишки, они лишь снижают активность обострения. Ремиссия не поддерживается при назначении гормонов на длительное время.
Внутривенное введение устекинумаба в дозах 6 мг/кг и 130 мг в течение 8 недель позволило достичь клинической ремиссии у большего числа пациентов, со среднетяжелой и тяжелой формой язвенного колита, чем в группе плацебо. Однако в группах контроля и активного лечения наблюдалась примерно одинаковая частота развития побочных явлений. При этом в группе применения устекинумаба в дозе 6 мг/кг была зафиксирована смерть одного пациента в результате массивного кровотечения.
Другие препараты — голимумаб, ведолизумаб, мирикизумаб, этрасимод.
Для индукции ремиссии заболевания применяется будесонид перорально. Такое использование этого глюкокортикоида эффективно и безопасно (побочные явления незначительно превышают таковые в группе плацебо).